# Horkruks
Horkruksi su magični predmeti iz knjiga o Harryju Potteru. Prvi put su spomenuti u šestoj knjizi, Harryju Potteru i Princu miješane krvi.
Horkruks je magični predmet koji kreira upotrebom crne magije čarobnjak ili vještica koji želi izbjeći smrt. Kako bi to postigli, oni moraju dio svoje duše sakriti u predmet – horkruks - koji onda obično sakriju na neko sigurno mjesto kako ga nitko ne bi uništio. Dokle god horkruks postoji, oni su zaštićeni od smrti jer čak i ako su njihova tijela uništena, dio njihove duše ostaje neoštećen i vezan za ovaj svijet. Međutim, uništenje tijela osobu koja je napravila horkruks ostavlja u stanju poluživota, osoba postane "manja od duha, niža od najniže sablasti". U takvom je stanju bio i Lord Voldemort nakon što se na njega odrazila kletva kojom je pokušao ubiti Harryja Pottera.
Horkrukse je moguće uništiti (kao što se i vidi s Riddleovim dnevnikom i prstenom Marvola Gaunta), iako je to iznimno teško jer je horkruks obično "tako osmišljen da u jednakoj mjeri bude oružje i sredstvo zaštite". Ako uništimo horkruks, uništavamo i fragment duše spremljen u njega te tako osoba koja ga je stvorila ponovno postaje smrtna.
Iako je Dumbledore potvrdio da su i drugi čarobnjaci u prošlosti već stvarali horkrukse, Voldemort jedini je čarobnjak koji je svoju dušu rascijepio na više od dva dijela, i time je "na putu prema besmrtnosti dospio dalje od bilo koga drugoga".

## Stvaranje horkruksa
Ukratko, da se stvori horkruks, prirodi se mora što više naprkositi. Stvaranje horkruksa protuprirodan je i nasilan čin, i zato se može postići samo najgorim zlodjelom - ubojstvom, jer "ubijanje razdire dušu". Prvi čarobnjak koji je napravio horkruks bio je Herpo Odurni, koji je vrlo vjerojatno i sam osmislio ritual kreiranja horkruksa. On je također bio i Parsel-ust, karakteristika koju nema puno čarobnjaka. Osim ubojstva, također se treba iskoristiti i jedna, do sada neotkrivena čarolija, čija je inkantacija (ali ne mora biti) na parselskom, da se prirodi još više napakosti. Dio duše odsječen ovim putem tada se može spremiti u neki predmet koji tada postaje horkruks. Ta je magija najviše izopačena i najneprirodnija od sve crne magije jer je "bi duša trebala ostati netaknuta i cjelovita".  Voldemort sa svakim je horkruksom "sve manje nalikovao na ljudsko biće", jer "mu je duša osakaćena onkraj granice onoga što bismo mogli nazvati običnim zlom..."
Ne postoji neka očigledna granica što se tiče prirode predmeta koji može postati horkruks - čak se za to mogu koristiti i životinje. "Lord Voldemort volio je skupljati trofeje, a najdraži su mu bili predmeti prožeti moćnom magijom i prošlošću." On je zato takve predmete odabrao za svoje horkrukse, predmete "koji su sami po sebi dostojni tolike časti".

## Voldemortovi horkruksi
Voldemortovo stvaranje horkruksa središte je zbivanja u Harryju Potteru. U Harryju Potteru i Princu miješane krvi, Dumbledore vjeruje da je Voldemort kreirao šest horkruksa, nakon šest važnih ubojstva, a ostatak njegove duše zadržao je u svojem tijelu, tako čuvajući svoju dušu na sedam različitih lokacija jer je broj sedam smatrao najmoćnijim magičnim brojem. Iz toga slijedi da ona osoba koja želi potpuno ubiti Voldemorta prvo mora pronaći i uništiti horkrukse koje je stvorio, a tek onda može pokušati uništiti i sedmi dio njegove duše koji se nalazi u njegovu tijelu.
Dumbledore je vjerovao da svi horkruksi Lorda Voldemorta predstavljaju određenu veličinu i sentimentalnu vrijednost za njega. Kako se horkruks može stvoriti samo ubojstvom, poznavanje smještaja i okolnosti ubojstva koje je Voldemort počinio može predstavljati tragove prema lokacijama i obliku njegovih horkruksa.
Slijedi popis 7 Voldemortovih horkruksa, njihovih lokacija i načina uništenja:

### Dnevnik Toma Riddlea
Dnevnik Toma Riddlea, prije u vlasništvu Luciusa Malfoya. Lucius je potajno umetnuo dnevnik u Ginnyinu knjigu iz preobrazbe dok je ona kupovala školske knjige u Krasopisu i Bugačici prije početka druge godine. Ginny se počela povjeravati tom dnevniku i ponijela ga je u Hogwarts te ju je Riddle opsjeo, natjerao da otvori Odaju tajni i na kraju je zarobio. Dok je pokušavao spasiti Ginny, Harry se suočio s Riddleom te je shvatio da postoji veza između dnevnika i postojanja Toma Riddlea. Harry je uništio taj horkruks koristeći baziliskov otrovni zub, te odnio uništeni dnevnik horkruks u ured profesorice McGonagall, gdje su se on i Dumbledore suočili s Luciusom Malfoyem. Harry je dnevnik vratio Luciusu i pritom oslobodio Malfoyeva kućnog vilenjaka Dobbyja. Ovo je (vjerojatno) prvi uništeni horkruks, a služio je i kao oružje i kao štit Voldemortove duše.

### Prsten Marvola Gaunta/Kamen uskrsnuća
Prsten Marvola Gaunta, koji je Dumbledore pronašao skrivenog u ruševinama kuće Gauntovih. Iz događaja u Voldemortovu djetinjstvu i životu može se zaključiti da je prsten uzeo svom ujaku Morfinu, i zatim ga je nosio u Hogwartsu (to vidimo u situ sjećanja, u Slughornovu sjećanju). Dumbledore je ovaj horkruks uništio za vrijeme ljeta prije početka Harryjeve šeste godine u Hogwartsu. Prije tog pothvata, Dumbledore je ozbiljno ozlijeđen jer je prsten nepromišljeno stavio na ruku, te mu je ruka postala crna i izgorena zbog strašne kletve kojom je prsten zaštićen. Prsten, sada s napuknutim crnim kamenom po sredini, nalazi se u Dumbledoreovu uredu.

### Medaljon Salazara Slytherina
Nestali medaljon Salazara Slytherina, vjerojatno ga je Hepzibi Smith ukrao Tom Riddle. Opisan je kao "težak, zlatni medaljon" sa "Slytherinovim biljegom... kićenim, zmijolikim S". Dumbledore i Harry, u pokušaju da pronađu taj horkruks, pronašli su medaljon skriven u špilji u kojoj je Riddle jednom plašio drugu djecu iz sirotišta. Pokazalo se da zamjenski medaljon nije horkruks, nego je umjesto toga sadržavao poruku Voldemortu od osobe s inicijalima R.A.B., koja je ukrala pravi horkruks i planirala ga uništiti. Harry poslije otkrije da je R.A.B. zapravo Siriusov brat Regulus Arcturus Black koji je nekoć i sam bio smrtonoša. Pravi medaljon je ukrao Mundungus Fletcher kojemu ga je potom otela Dolores Umbridge, oboje nisu znali njegovu prirodu. Harry ga se uspije domoći i Ron ga probode mačem Gordrica Gryffindora.

### Pehar Helge Hufflepuff
Pehar koji je pripadao Helgi Hufflepuff, za koji se isto vjeruje da ga je Hepzibi Smith ukrao Tom Riddle. Opisan je kao "mali zlatni pehar s dvije fino izrađene ručke", i s ugraviranim jazavcem. Voldemort ga je skrio u Gringotts u dobro čuvani sef Bellatrix Lestrange. Harry uspije provaliti u sef a horkruks unište Ron i Hermione basilikovim zubom iz odaje tajni. Pehar Helge Hufflepuff bio je četvrti po redu uništeni horkruks. Kada su prva tri horkruksa bila uništena, Voldemort, čija je duša bila tad razdjeljena na sedam dijelova, nije osjetio ništa kada su uništena. No, kada je uništen Pehar, Voldemort je shvatio da Harry, Ron i Hermione traže horkrukse i da je ranjiv.

### Dijadema Rowene Ravenclaw
Izgubljena dijadema Rowene Ravenclaw za koju se vjerovalo da njezin nositelj posaje mudriji. Harry dijademu nađe u Hogwartsu u Sobi potrebe olikovanu za skrivanje stvari. Dijademu uništi Pakleni oganj koji dočara Crabbe želeći ubiti Rona i Hermionie. U filmu Darovi smrti - Drugi dio, pošto je Crabbeov glumac bio uhićen zbog posjedovanja marihuane, uništenje Dijademe je izmijenjeno: Pakleni Oganj stvori Goyle te je on ubijen, a nakon što spase Malfoya i Blaisea(koji je preuzeo Crabbeovo mjesto), Hermione Harryju dobaci Basiliskov očnjak, te Harry probode dijademu kroz kamen na sredini, što je rezultiralo "krvarenjem"(crna tekućina nalik na krv) horkruksa. Ovo je ujedno i posljednji uništeni horkruks napravljen od nakita, preostali horkruksi su živa bića.

### Nagini
Voldemortova zmija Nagini. Dumbledore je vjerovao da je posljednji horkruks trebao biti napravljen nakon ubojstva Harryja Pottera, uzimajući u obzir njegovu važnost kao "Izabranog", koju je prorekla Sybill Trelawney. Pošto taj pokušaj nije uspio, Dumbledore je vjerovao da je zadnji horkruks nastao ubojstvom Franka Brycea, i da je to Nagini, što se može zaključiti iz ponašanja i kontrole koju nad njom ima Lord Voldemort. Dumbledore isto tako izjavljuje da Nagini naglašava "povezanost sa Slytherinom i pojačava mističnost Lorda Voldemorta". Zmiju po Harryjevoj molbi ubije Neville vjerujući da je Harry mrtav nakon što je sa zmije magičnu zaštitu Lord Voldemrot skinuo.

### Harry Potter
Harry Potter je horkruks kojeg Voldemort nije napravio namjerno. One noći kad je pokušao ubiti Harry otkinu se komadić njegove duše i ušao u Harryja kao jedinu živu osobu u tom trenu. To je razlog zbog čega su oni dvoje toliko povezani. Kad Harry ovo otkrije dopušta Voldemortu da ga ubije bez borbe kako bi ubio i taj komad njegove duše. Voldemort to i učini ali kletva ubije sam komad Voldemortove duše a Harryjeva ostane netaknuta, i napokon slobodna. Nakon što je dio Voldemortove duše unutar Harryja bio uništen, Harry je izgubio moć govorenja Parselskog jezika, a također je izgubio i uvid u Voldemortove misli.